# Jennifer Batu
Jennifer Batu Bawsita (sinh ngày 24 Tháng mười 1993 tại Montereau Fault Yonne), là một vận động viên người  Pháp-Congo, chuyên về nội dung ném búa.

## Tiểu sử
Cô bắt đầu điền kinh vào năm 2004 và thi đấu cho câu lạc bộ Us Nemours Saint Pierre cho đến năm 2011, sau đó cô được chuyển đến câu lạc bộ, l'Entente Franconville Césame Val d'Oise. Năm 2015, cô về thứ ba tại Đại hội thể thao châu Phi tại Brazzaville. Với độ cao 62,13m. Cô ấy đã cải thiện kỷ lục của chính mình và của Congo.

## Giải đấu quốc tế
| Năm                             | Giải đấu                        | Địa điểm                           | Thứ hạng                        | Nội dung                        | Chú thích                       |
| Representing the Cộng hoà Congo | Representing the Cộng hoà Congo | Representing the Cộng hoà Congo    | Representing the Cộng hoà Congo | Representing the Cộng hoà Congo | Representing the Cộng hoà Congo |
| ------------------------------- | ------------------------------- | ---------------------------------- | ------------------------------- | ------------------------------- | ------------------------------- |
| 2015                            | African Games                   | Brazzaville, Republic of the Congo | 3rd                             | Hammer throw                    | 62.13 m                         |
| 2016                            | African Championships           | Durban, South Africa               | 6th                             | Hammer Throw                    | 60.00 m                         |
| 2017                            | Jeux de la Francophonie         | Abidjan, Ivory Coast               | 4th                             | Hammer Throw                    | 62.79 m                         |
| 2018                            | African Championships           | Asaba, Nigeria                     | 3rd                             | Hammer throw                    | 66.43 m                         |